# 수면잠재기
| 분    | 수면 상태 |
| ----- | --------- |
| 0–5   | 심각      |
| 5–10  | 고질적    |
| 10–15 | 관리 가능 |
| 15–20 | 우수      |

신경과학에서 수면 개시 잠재기(SOL,sleep onset latency)는 완전히 깨어 있는 각성 상태에서 서서히 수면으로 유도되어 이행하는 데 걸리는 시간으로 일반적으로 비(non)REM 수면 단계 중 가장 가벼운 단계(1단계 수면)로 전환하는 데 걸리는 시간이다.

## 같이 보기
- 망상체 활성화시스템